# 1er février 1955
Le mardi 1er février 1955 est le 32e jour de l'année 1955.

## Naissances
- Anya Philips (morte le 19 juin 1981), figure de la scène no wave new-yorkaise
- Augusto Inácio, footballeur portugais
- Daniel Le Bret, syndicaliste enseignant français
- Diana Schutz, éditrice américaine
- Dieter Anhuf, géographe allemand
- Ebrahim Rezaei Babadi, homme politique iranien
- Endang Rahayu Sedyaningsih (morte le 2 mai 2012), femme politique indonésienne
- François Boucher, skipper français
- Günther Weiß, footballeur allemand
- Hans Werner Olm, acteur allemand
- Michael Currie, personnalité politique canadienne
- Michael Haulică, écrivain roumain de science-fiction
- Pedro Acedo Penco, personnalité politique espagnole
- Philippe Tesnière (mort le 7 décembre 1987), cycliste français
- Ramón Tejedor, homme politique espagnol
- Shing Fui-on (mort le 27 août 2009), acteur hongkongais
- Soïg Sibéril, guitariste français
- Stevo Todorčević, mathématicien serbo-franco-canadien
- T. R. Dunn, joueur de basket-ball américain
- Teresa Pearce, politicien britannique
- Thomas Gilou, réalisateur et scénariste français
- Vladimir Korolev, amiral russe
- William Lustig, cinéaste américain

## Décès
- Arnold Sjöstrand (né le 30 juin 1903), acteur et réalisateur suédois
- Chief Thundercloud (né le 12 avril 1899), acteur américain
- Elsie Burrell (née le 10 février 1885), artiste, aquarelliste et portraitiste anglaise
- Henri Couillaud (né le 9 décembre 1878), tromboniste français
- Raymond Beazley (né le 3 avril 1868), historien britannique

## Événements
- Le Sénat américain ratifie le traité qui crée l’OTASE.
- La Banque de Toronto et la Banque Dominion fusionnent pour former la Banque Toronto-Dominion.
- championnats du monde de patinage artistique 1955
- Fin de Gouvernement Hans Hedtoft III et début de Cabinet H. C. Hansen I

- Publication du roman Le Voyeur d'Alain Robbe-Grillet

- Création de l'office fédéral allemand de l'aviation civile